# Estación de Guísamo
Guísamo fue un apeadero ferroviario situado en la parroquia de Guísamo, en el municipio español de Bergondo, en la provincia de La Coruña, Galicia. 
El ayuntamiento de Bergondo ha propuesto su recuperación dentro de las obras del bypass de Infesta, que permitirá las circulaciones entre La Coruña y Ferrol sin realizar cambios de sentido en la estación de Betanzos-Infesta.

## Situación ferroviaria
La estación se encontraba en el punto kilométrico 529,144 de la línea 800 León-La Coruña de ancho ibérico, entre las estaciones de Betanzos-Infesta y de Cecebre. El tramo es de vía única y está sin electrificar.